# Austin Freeway
Der Austin Freeway (auch: BMC ADO40) war ein Auto, das von der Austin Motor Company von 1962 bis 1966 nur in Australien hergestellt und verkauft wurde. Er war eine Variante des Austin Cambridge (BMC ADO 38) mit Sechszylindermotor.
Die zweite Generation des Austin Cambridge, die 1959 eingeführt wurde, war wesentlich größer als das Vorgängermodell. Der Wagen wurde auch im australischen Zweigwerk von Austin hergestellt, traf aber in Australien auf eine andere Konkurrenzsituation als in Großbritannien. Im Wettbewerb standen hier nicht Ford Consul und Vauxhall Victor, sondern der in Australien hergestellte Holden Standard und die aus den USA übernommenen Modelle Ford Falcon und Chrysler Valiant. Diese waren mit Sechszylindermotoren ausgestattet, mit denen der Cambridge nicht mithalten konnte. Zwar gab es auch ein größeres Austin-Modell, den Westminster, doch war der als europäisches Luxusmodell konzipiert worden und damit viel zu teuer. Der Motor des Westminster wiederum ließ sich in den Cambridge nicht einbauen.
Um besser mit der Konkurrenz mithalten zu können, entwickelte die australische BMC-Niederlassung deshalb in Eigenregie einen Sechszylindermotor. Ein völlig neu konstruierter Motor wäre zu teuer gewesen, so wurde der Motor des Cambridge (Austin B-Series) einfach bei gleichen Zylinderabmessungen um zwei Zylinder erweitert. Aus einem Hubraum von 1622 cm³ wurden damit 2433 cm³, die Leistung betrug 80 PS (59 kW).
Der neue Wagen wurde im Frühjahr 1962 eingeführt. Es gab drei Modelle: den Austin Freeway mit normaler Ausstattung als viertürige Limousine und als fünftürigen Kombi sowie – nur als Limousine – eine Luxusausführung, die als Wolseley 24/80 angeboten wurde.
Der Absatz des Austin Freeway war enttäuschend, da die Konkurrenz sehr stark war und die Karosserie des Austin Cambridge schon etwas altmodisch wirkte. Auch zeigte sich, dass der Wolseley wesentlich erfolgreicher war als die Austin-Modelle, da er ein Ausstattungsniveau bieten konnte, das bis dahin in Australien nicht üblich war.
Im Herbst 1964 wurden die Wagen überarbeitet und von nun an als Mark 2 (auch: BMC YDO3)  bezeichnet. Die Motorleistung stieg auf 84 PS (62 kW). Da der Absatz sich aber nicht besserte, wurde die Produktion im Herbst 1965 beendet. Unverkaufte Lagerbestände waren noch bis weit in das Jahr 1966 hinein erhältlich.